# Karakorum (przełęcz)
Karakorum (chiń. upr. 喀喇昆仑山口; chiń. trad. 喀喇崑崙山口; pinyin Kālǎkūnlún Shānkǒu; hindi: क़राक़रम दर्रा, Karakoram Darra) – przełęcz we wschodniej części gór Karakorum, na granicy chińsko-indyjskiej, łącząca indyjski stan Dżammu i Kaszmir z regionem autonomicznym Sinciang należącym do Chińskiej Republiki Ludowej. Przełęcz znajduje się na wysokości 5575 m n.p.m., prowadzi przez nią stary szlak komunikacyjny, biegnący od miasta Leh w dolinie górnego Indusu do miasta Jarkend w dolinie Jarkend-darii, w Kotlinie Kaszgarskiej.